# 経済最前線
『経済最前線』（けいざいさいぜんせん、英字表記:BUSINESS FRONT LINE）は、NHKの衛星第1テレビで放送されていた、経済ニュース番組。海外向けのNHKワールド・プレミアムでも時差放送されていた。

## 概要
その日の日本と世界の経済動向のレポートを中心に、企業経営者のトップインタビューや新商品の紹介などを放送している。ニューヨーク・ロンドンの金融機関とテレビ電話で結び海外市場の動きも伝えている。毎週金曜日には、翌週のマーケットの注目点を専門家に聞くコーナーがある。
前身番組の担当でもあった岩間正之キャスターの時代までは、キャスター二人ともオープニングではお辞儀・挨拶はせず、番組の「編集長」である男性キャスターがいきなりその日の経済動向について語る点が斬新であった。

### 沿革
1995年1月から放送されていた「NHKビジネスライン」の後継として1998年4月開始。当初は「BS22」→「BS23」の第2部として放送されていた。
2003年11月に「BSニュース経済最前線」として独立。2004年11月から2005年3月は「きょうの世界」の21時台（第3部）、「きょうの世界 経済最前線」として放送。2005年3月28日より「きょうの世界」から独立した。
2006年1月に放送時間が30分から15分に縮小され、その際特集コーナーと英語の二ヶ国語放送を終了（特集コーナーは午後の「東京マーケット情報」で放送継続）。同年11月から放送時間は20分となり、11月20日放送分からはBSデジタル放送では画角16:9のサイズで放送されていた。
2008年12月より、NHKオンデマンドでも配信が開始された。ニュース番組ではあるが経済に特化した内容であるため、「見逃し見放題パック」でのみ視聴できる「ニュース番組」には分類されず、単品での購入・視聴が可能となっていた。
しかし、NHKの衛星放送はテレビ完全デジタル化で2波体制に戻るため、全系統で番組編成の抜本見直しが進められた結果、2010年1月29日の新年度編成発表で同年3月を以って終了することが明らかにされた。そしてこの番組は総合テレビに移され、『きょうのニュース&スポーツ』のスポーツコーナーと統合の上、同年3月29日から『Bizスポ』として放送されることになった。
最終回・2010年3月26日の回は「世界経済と歩んだ12年」として、この番組の総集編的なものを放送して締めくくった。

## 出演者
| 期間      | 期間      | 編集長     | キャスター |
| --------- | --------- | ---------- | ---------- |
| 1998.4    | 2001.3    | 嶋津八生   | 石山智恵   |
| 2001.4    | 2003.3    | 関口博之   | 石山智恵   |
| 2003.4    | 2004.3    |            | 石山智恵   |
| 2004.4    | 2007.6.1  | 岩間正之   | 石山智恵   |
| 2007.6.4  | 2008.3.28 | 神子田章博 | 石山智恵   |
| 2008.3.31 | 2009.6.5  | 神子田章博 | 掛橋愛理   |
| 2009.6.8  | 2010.3.26 | 露口泰昌   | 掛橋愛理   |

## 放送時間
NHK衛星第1（BS-1）
23:40 - 24:00
NHKワールド・プレミアム
0:55 - 1:15（火曜-土曜未明）
- 祝日と盆休み・年末年始各1-2週間は特番編成のため休止（おはよう世界・きょうの世界も同様）
- NHKワールドTVはBS-1で2008年3月28日の放送分を最後に打ち切りとなった。

放送時間の変遷
内包時代
| 期間                   | 放送時間      | 番組名       | 番組時間      |
| ---------------------- | ------------- | ------------ | ------------- |
| 1998年4月 - 2000年3月  | 22:30 - 22:50 | BS22         | 22:00 - 23:00 |
| 2000年4月 - 2003年3月  | 23:35 - 23:55 | BS23         | 23:00 - 24:00 |
| 2003年4月 - 2003年10月 | 23:30 - 23:45 | BS23         | 23:00 - 23:45 |
| 2003年11月 - 2004年3月 | 20:30 - 20:50 | BSニュース   | 20:00 - 20:50 |
| 2004年4月 - 2004年10月 | 23:30 - 23:50 | BSニュース   | 23:00 - 23:50 |
| 2004年11月 - 2005年3月 | 21:15 - 21:34 | きょうの世界 | 19:15 - 21:34 |
「経済最前線」として独立
| 期間                   | 放送時間      |
| ---------------------- | ------------- |
| 2005年4月 - 2005年12月 | 22:15 - 22:45 |
| 2006年1月 - 2006年3月  | 22:15 - 22:30 |
| 2006年4月 - 2006年10月 | 23:45 - 24:00 |
| 2006年11月 - 2010年3月 | 23:40 - 24:00 |